# 山口県道205号山口停車場線
山口県道205号山口停車場線（やまぐちけんどう205ごう やまぐちていしゃじょうせん）は、山口県山口市を通る一般県道である。

## 概要
山口市駅通り2丁目から山口市中央1丁目に至る。全区間が山口県道194号山口秋穂線と重複する。

### 路線データ
- 起点：山口市駅通り2丁目（JR西日本山口線 山口駅前、山口県道194号山口秋穂線上、山口県道201号宮野上山口停車場線終点）
- 終点：山口市中央1丁目（早間田交差点、山口県道194号山口秋穂線起点、山口県道203号厳島早間田線終点、山口県道204号宮野大歳線交点）
- 実延長：0 m

## 歴史
- 1958年（昭和33年）10月1日 - 山口県告示第644号の2により路線認定[1]。
- 1972年（昭和47年） - 山口県の県道番号再編により現行の路線番号に変更される。
- その後山口県道194号山口秋穂線の起点が山口市中央1丁目・早間田交差点になったことや山口県道201号宮野上山口停車場線が認定[2]されたことにより、実延長が0 mになった。

## 路線状況

### 重複区間
- 山口県道194号山口秋穂線（山口市駅通り2丁目 - 山口市中央1丁目・早間田交差点（全線））

## 地理

### 通過する自治体
- 山口県
  - 山口市

### 交差する道路
| 交差する道路                                                                           | 交差する場所 | 交差する場所        |
| -------------------------------------------------------------------------------------- | ------------ | ------------------- |
| 山口県道194号山口秋穂線 重複区間起点 山口県道201号宮野上山口停車場線                   | 駅通り2丁目  | 起点                |
| 山口県道194号山口秋穂線 重複区間終点 山口県道203号厳島早間田線 山口県道204号宮野大歳線 | 中央1丁目    | 早間田交差点 / 終点 |

### 沿線
- JR西日本山口線 山口駅
- 山口地方裁判所
- 中村女子高等学校